# Mali trepetlikar
Mali trepetlikar (znanstveno ime Limenitis camilla) je dnevni metulj iz družine pisančkov.

## Opis
Ta vrsta metuljev meri preko kril med 44 in 53 mm. Zgornja stran kril je črnorjava, posuta z nekaj belimi lisami, ki oblikujejo tudi bel pas po sredini zadnjih kril. Spodnja stran kril je opečnato rjava, posuta pa je s črnimi pegami ter poslikana z vzorcem belih lis.
- Limenitis camilla
- Limenitis camilla △

Za malega trepetlikarja je značilno, da črne pege ob zunanjem robu spodnje strani kril potekajo v dveh pasovih, kar pomaga optično razbiti silhueto metulja, zaradi česar je le-ta manj izpostavljen plenilcem. Odrasli metulji se najpogosteje hranijo na cvetovih robide.
Mali trepetlikar se najpogosteje zadržuje na sončnih jasah in ob robu gozdov, v katerih uspevajo  vrste iz rodu kosteničevje (Lonicera), z listjem katerih se prehanjujejo gosenice te vrste metuljev. V Sloveniji je mali trepetlikar razširjen od nižin do gozdne meje, najbolj pa mu ustreza nekoliko bolj vlažno okolje.
Samice odlagajo jajčeca posamično, iz njih pa se razvijejo zelene gosenice, poraščene z rdeče-rjavimi dlačicami. Gosenice si jeseni iz svile in zvitega lista izdelajo zavetje, v katerem čez zimo hibernirajo. Spomladi se gosenice po krajšem obdobju hranjenja levijo, nato pa se zabubijo. Po dveh tednih se iz bube razvije odrasel metulj.